# ایگناتیوس لویولا
ایگناتیوس لوپز لویولا گرامی‌داشته با ناموارهٔ قدیس (ح. 23 اکتبر 1491–۱۵۵۶) رهبر دینی اسپانیایی و از قدیسان مسیحیان کاتولیک بود.

زندگی اجتماعی‌اش را به‌عنوان سرباز آغاز کرد، تا اینکه در یکی از جنگ‌های سال ۱۵۲۱ مجروح شد. سپس به مطالعهٔ زندگی مسیح و قدیسان روی آورد. برای خدمت به کلیسا تلاش‌های خود را انجام داد و فرقهٔ ژزوئیت (یا رهبانیت مسیحی) را در کلیسای کاتولیک بنیان نهاد.

## سربازی در سپاه دیانت

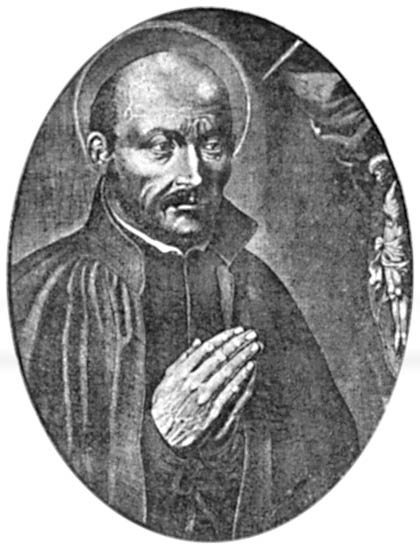
ایگناتیوس لویولا (1491-1556)

ایگناتیوس لویولا در ۲۳ اکتبر سال ۱۴۹۱ میلادی در ایالت باسک اسپانیا چشم به جهان گشود. وی در سن هفت سالگی مادرش را از دست داد و از مهر و محبت مادری بی نصیب ماند. او در سال ۱۵۰۹ به فعالیت‌های نظامی روی آورد و تصمیم گرفت برای شاهزادهٔ باسک شمشیر بزند. اما در سال ۱۵۲۱ در یکی از جنگ‌ها به شدت از ناحیهٔ پا آسیب دید بطوریکه بارها مورد عمل جراحی قرار گرفت. بعد از این واقعه لویولا به چاپ و نشر کتاب مشغول شد و با خواندن کتاب زندگی عیسی مسیح گرفتار انقلاب روحی گردید و به زندگی صوفیانه روی آورد و رساله‌ای با نام «تمرینات روحی» را نوشت. وی مدتی بعد تصمیم گرفت سربازی در سپاه دیانت شود و برای پاپ و کلیسای کاتولیک شمشیر زند. لویولا می‌گفت: «اگر کلیسا سیاه را سفید بخواند و چشم ببیند که سیاه، سیاه است؛ چشم باطن باید آن را سفید ببیند.»
بر این اصل و پایه وی انجمن عیسی یا فرقهٔ ژزوئیت‌ها به معنی سربازان مسیح را تأسیس نمود (لازم است ذکر شود که انجمن عیسی قبل از ظهور نهضت پروتستان تشکیل شده بود). لویولا تنها افرادی را در این فرقه می‌پذیرفت که از دید او دارای پشتکار و هوش لازم باشند. هر ژزوئیتی باید یک دوره آموزش‌های بسیار شاق و صوفیانهٔ عجیبی را می‌گذراند که لویولا در رسالهٔ خود «تمرینات روحی» گنجانده‌بود.
لویولا خواستار دیانتی عمومی و جهانی بود که در راس آن خلیفهٔ روحانی روم، پاپ قرار داشت. به همین علت، روی به فعالیت‌های جهانی آورد، از مهم‌ترین اقدامات وی آموزش کاتولیک‌های انگلیسی برای سرنگونی پادشاهی الیزابت اول در انگلستان که کلیسا او را ملحد می‌شمرد بود، اما وی موفق به این کار نشد. سرانجام لویولا پس از سال‌ها خدمت به پاپ و کلیسای کاتولیک در سن ۶۵ سالگی بر اثر بیماری مالاریا در شهر رم چشم از این جهان فروبست.